# アレルゲン免疫療法
アレルゲン免疫療法（アレルゲンめんえきりょうほう、英: allergen immunotherapy）は、患者にアレルゲンエキスを投与し、免疫寛容へと誘導することを目標とした、アレルギー性過敏症の免疫療法の一形態である。減感作療法（げんかんさりょうほう、英: hyposensitization therapy）、免疫的脱感作療法（めんえきてきだつかんさりょうほう、英: immunologic desensitization）またはアレルゲン特異免疫療法（アレルゲンとくいめんえきりょうほう、英: allergen-specific immunotherapy）と呼ばれ、広義に変調療法ともいわれる。
花粉症、アレルギー性鼻炎、気管支喘息に対応する。アレルゲン免疫療法においては、希釈したアレルゲン（アレルゲンワクチン）を主に皮下に投与する。現在では、皮下投与の他に、舌下投与も試みられている。多くのアレルギー疾患の治療が対症療法的であるのに比して、アレルゲン免疫療法はアレルギー疾患の作用機序に働きかけ、根治を目標に治療が行われ、費用対効果の高い治療法であるといわれ、注目されている。舌下減感作療法は、現在治療研究がなされており、在宅治療の可能な、安全な治療法への展望も見せている。
食物アレルギーでは研究段階であり、そのための経口免疫療法では重篤な症状の発生頻度も多く、2017年時点で安全性の確保が課題である。

## 呼称
1998年のWHOの意見書において治療法の呼称を「アレルゲン免疫療法」に、治療用アレルゲンの呼称を「アレルゲンワクチン」とすることが提唱された。日本における販売名は、ワクチンではなく「標準化アレルゲンエキス」、アメリカでは「Allergen Extract」である。

## 適用
日本アレルギー学会および日本アレルギー学会アレルゲンと免疫療法専門部会の見解では、対象疾患は次の通り。
現在一般的な疾患：花粉症、アレルギー性鼻炎、気管支喘息、ハチ毒アレルギー
研究中：食物アレルギー
適応拡大の可能性があるもの：食物アレルギーも含め一部のアトピー性皮膚炎、蕁麻疹、薬剤アレルギーなど

## 歴史
日本では漆器職人など漆を扱う職業の親方が、徒弟の舌下に少量の漆を置いて少しずつ量を増やす事で漆アレルギーを起き難くさせる、という事が経験則から慣習的に行われていた。
1873年、イギリスのCharles H. Blackleyは、『枯草熱あるいは枯草喘息の病因の実験的研究』で、当時"hay fever"または"hay asthma"と呼ばれる、季節性の呼吸器疾患が花粉と関連していることを示した。これはアレルギー疾患と、そのアレルゲンとの関係性を示した最初の学術論文の一つといわれている。
1911年、ロンドンのセント・メリー病院予防注射科の医師 L. Noonは『枯草熱に対する予防接種』を発表した。これは、hay feverに対する未知の花粉に含まれる毒素に対して抗毒素を検討し発表したものであり、減感作療法の試みの起源であるという。
1900年代初頭は、1888年にフランスのパスツール研究所で開発されたジフテリア抗毒素に始まるトキソイドやワクチンの研究が盛んだった時期である。減感作療法もこのパラダイムの中から派生した、当時の先端医療研究の一つといえる。抗生物質が医療研究のパラダイムとなるのは1940年代以降である。
1943年、アメリカのM.H.Lovelessは減感作療法の研究で、血清中に阻止抗体（そしこうたい、blocking antibody）とよばれる、特定の他の抗体に対して阻害的に働く抗体を発見した。一方で、鼻粘膜におけるIgGの量は変化がないことから、この遮断抗体の関与は疑問とする意見もある。

## 治療

### 作用機序
アレルゲンに対する個々の反応には、発症することなく見逃す最少の暴露量が存在している。ごく少量のアレルゲンを投与し、アレルギー症状を引き起こさないで見逃す暴露量を仕組み全体が「再調整」されるまで、徐々に投与量を増量して治療するそしてこのプロセスは特異免疫療法（とくいめんえきりょうほう、specific immunotherapy）とも呼ばれる。
反復して（必要最低限量の）アレルゲンに暴露させることで、アレルギー症状は減弱していくので、対症療法の使用も減少していく。完全には解明されていないものの、アレルゲン免疫療法は免疫系の調整をしているという見解は受け入れられている。この再調整により、IgE産生量が変化し、アレルギー反応が減弱し、調節T細胞の一種であるTh2細胞が増加する。
分子生物学的な機序は、アレルゲン特異的IgE産生の代わりにアレルゲンと結合し中和するアレルゲン特異的なIgG誘導が起こることで部分的には説明できる。
蜂毒に対する免疫療法の場合、免疫グロブリンのサブクラスであるIgG4がとくに重要であると考えられている。IgG4はIL-4やIL-13を介して、IgEを産生するB細胞からIgG4を産生するB細胞に切り替える。
また、アレルゲン免疫療法は、Th2細胞やアレルギーに関与する肥満細胞に作用するIL-10の産生を増大させる。IL-10を介してTh2はロイコトリエン産生を抑制し、ヒスタミン分泌を予防するように働く 。
アレルゲンの存在下にCD14+細胞からTh1細胞を活性化するIL-12産生が誘導する働きを持つオステオポンチン産生が示されている 。
近年では蜂毒免疫療法（蜂毒療法、Bee venom therapy、アピセラピー、Apitherapy）において制御性T細胞の交換機構について解明が進展した。

### 皮下投与と舌下投与
アレルゲンの投与経路は、点眼をはじめ、さまざまな方法が試みられてきた。現在は主に皮下投与と舌下投与が代表的である。
花粉症に対し効果を実感するのは治療開始2～4ヶ月後であり、花粉症情報レベルが低い時期から始める。
3年目で効果が最大となる。アレルゲン免疫療法が成功した後は、長期のアレルギー防止効果が見られ、それは3～5年かそれ以上になる。アレルギー症状が再発したり、治療したアレルゲンとは別のアレルゲンに感作した場合は再びアレルゲン免疫療法をやり直すことができる。
皮下投与では治療用標準化アレルゲン抽出エキスを皮下注射器で投与する。通常は上腕内側の肩と肘の中間のたるみのある皮膚組織に行う。局部の不快感などを軽減するために、皮下投与の数時間前に抗ヒスタミン剤の服用を勧める場合がある。
極めて低い投与量から開始し、定期的（通常週1～2回）投与ごとに徐々に増量し、維持投与量に達する。維持投与量到達には通常4～6ヶ月を要する。その後投与間隔は隔週～隔月となり、通常は数年間継続する。
舌下投与は皮下投与に比べて安全・効果的・在宅治療が可能であり、少なくとも最初の季節の内に治療効果は現れるという 。プラセボ使用二重盲検法で調査した結果では有効性が認められている。緩やかな増量は必要なく、通常初回投与から臨床投与量が与えられる。千葉大学の岡本美孝教授は日本経済新聞の記事で「しっかりとした効果を得るために最低でも2年間、できれば3年間続けてほしい」と話している。

### 変法
アレルゲン免疫療法にはさまざまな変法が存在する。古くから臨床治療に応用され確立された方法から臨床研究途上のものまでさまざまな段階のものがある。

#### 急速減感作療法
昭和大学病院などで研究が進められている。数時間ごとにアレルゲンを皮下注射し、短期間での効果を期待する。ただし重篤な副作用として、アナフィラキシーショックの危険もあり、病院に入院し、厳重な医師の監視下のもとで行われる。

#### 非特異的アレルゲン免疫療法
最大の利点は、皮下投与による重篤な副作用のリスク回避が期待される点である。
日本ではヒスタミン加人免疫グロブリン（ヒスタグロビン）やワクシニアウイルス接種家兎炎症皮膚抽出液（ノイロトロピン）が医薬品として承認されており、これらを数回にわたって皮下投与する、抗原特異的ではないアレルゲン免疫療法もあるが、一部の医療機関を除き近年はあまり実施されない（これらをアレルゲン免疫療法に含めないこともある）。アレルゲンが特定できない場合に行われたり、特異的減感作の効果をあげるために並行して行われることもある。アレルギー疾患患者の尿から採取した抗アレルギー物質であるMSアンチゲンも使われてきたが、現在は製造を終了している。また、結核菌抗原であるBCGを非特異的減感作療法に適応した早期臨床試験（小規模臨床試験）では初回投与からIgEが1⁄3に低下する成績も見られた。

## アレルゲンエキス
抗体結合部位（エピトープ）は、当該タンパク質の特定部位であることから、アレルゲンを酵素処理して小分子化すると抗原提示能が向上し抗体産生に有効であることが知られている。酵素活性化脱感作療法（Enzyme Potentiated Desensitization; 略号:EPD）やその変法、超低投与量酵素活性化免疫療法（Ultra Low Dose Enzyme Activated Immunotherapy; 略号:LDA）などの舌下投与の変法が英国では実用化されている。
また臨床段階以前の基礎研究ではプルラン（多糖類）修飾を行った抗原の投与、合成ペプチドまたはCpGモチーフと結合させたペプチドの投与なども検討されている。このほか、遺伝子操作によってアレルゲンを発現するように品種改良された花粉症緩和米なども検討されている。
DNAへの遺伝子組み込みにより体内でアレルゲン物質を発現させる方法も研究されている。アステラス製薬がスギ花粉症のDNAワクチンのASP4070/JRC2-LAMP-vaxの治験を行っていて第2相試験まで進めたが2018年に開発中止になった。

### 標準化アレルゲンエキス
投与量のコントロールや適応の判断のため、皮下投与では、アレルゲンエキスの持つ生物学的活性濃度が明確であるべきである。少量では効果が期待できない一方、過量では重篤な副作用のリスクが高くなる。また、治療期間は数年にもわたる故、生物学的活性濃度が一定に保障された標準化アレルゲンエキスが治療効果を向上させる上で重要である。アレルゲンの標準化は国際的ガイドライン（ARIA; Allergic Rhinitis and its Impact on Asthma）でも求められているが、実際にはアレルゲン作成の状況が異なり、それぞれの国によって単位や力価が異なる。
| 国       | 標準化アレルゲン | 非標準化アレルゲン |
| -------- | --- | --- |
| アメリカ | イエネコの毛、イエネコの皮(pelt)、コナヒョウヒダニ、ヤケヒョウヒダニ、ギョウギシバ、ナガハグサ、ヒロハウシノケグサ、カモガヤ、コヌカグサ、ホソムギ、ハルガヤ、オオアワガエリ、ブタクサ、ミツバチ、スズメバチ（5種）。 | アカシア、ハンノキ、ヨモギ、アスペルギルスを含む真菌類各種、ゴキブリ、ハウスダスト、リンゴ、鶏肉、米、蕎麦粉、鮭、など多数。 |
| 日本     | スギ | アカマツ、アスペルギルス、蕎麦粉、ハウスダスト                                                                               |

| 国       | 形態   | 標準化アレルゲン |
| -------- | ------ | --- |
| アメリカ | 舌下錠 | オオアワガエリ（GRASTEK）、花粉5種混合（ハルガヤ、カモガヤ、ホソムギ、オオアワガエリ、ナガハグサ）（ORALAIR）、ハウスダスト（ODACTRA）、ブタクサ（RAGWITEK） |
| 日本     | 舌下液 | スギ（シダトレン：2021年3月末で販売中止および薬価基準削除。後継のシダキュアのみとなる）                                                                      |
| 日本     | 舌下錠 | スギ（シダキュア）、コナヒョウヒダニ・ヤケヒョウヒダニ（アシテア、ミティキュア）                                                                             |

## 副作用・禁忌

### 皮下投与
副作用
注射した部位にかゆみ、腫れ、発赤が見られる。蕁麻疹やアナフィラキシーなどのような全身症状も稀にあり、場合によっては緊急治療が必要である。治療を中断し、適切な加療を行う。適応を再度判断し、継続の場合は投与量を安全な量に再調整する。
投与直後の重篤な副作用が発生しないことの確認のために、初回～3回目までは、投与後20—30分観察が求められる。投与前後の数時間の間の激しい運動や体温上昇を避けると、これらの全身症状のリスクや副作用は軽減される。

禁忌
β遮断薬など、いくつかの心臓病薬、高血圧薬。
免疫不全状態、悪性腫瘍、重症の肝・腎疾患、重症精神疾患。5歳以下の幼児・妊婦では実施しない。気管支喘息も重症の場合は実施を控える。

### 舌下投与
副作用
副作用は一般には穏やかであり、局所反応にとどまる。口内の掻痒感、軽度の口唇の浮腫、耳の瘙痒感、喉の炎症、くしゃみ。まれに頭痛、口内感覚異常、目の痒み、結膜炎、咳、喘息、咽頭炎、鼻水、鼻詰まり、咽喉絞扼感、瘙痒、倦怠感。通常治療後数分—数時間で収まり、投与開始後1—7日で現れなくなる。
喘息発作などの重篤な副作用のために、初回のアレルゲン投与後30分は医師の観察が推奨される。
禁忌
免疫系の全身疾患、重症または制御できていない気管支喘息、潰瘍性口腔扁平苔癬や重症の口内真菌症のような重症の口腔内の炎症を持つ患者。治療用アレルゲン錠は種類ごとに使用し、異なるアレルゲン成分を持つものの併用も禁忌である。

## 経口免疫療法
食べて慣れる経口免疫療法（Oral immunotherapy, OIT）は臨床研究段階であり、2017年に低酸素脳症を伴う重篤な事例が発生したことで、臨床研究の正しい手続きを踏んで安全性を確保していくための警鐘が鳴らされた。入院下での経口免疫療法の即時型症状の発生頻度は58-71%、アナフィラキシーショックに対するアドレナリンの使用頻度は6-9%と重篤な症状の発生頻度が少なくない、リスクの高い治療法であり、安全性の確保が課題である。